# ألفا هاوس (مسلسل)
الفا هاوس (بالإنجليزية: Alpha House) مسلسل كوميدي أمريكي، من إنتاج إستوديوهات أمازون. بطولة جون غودمان، كلارك جونسون، مات مالوي ومارك كونسيلوس. إعداد غاري تريدو. عرض على أمازون فيديو في 19 أبريل، 2013.
في 11 فبراير، 2014، جدد المسلسل لموسم ثاني. بدأ تصوير الموسم الثاني في يوليو 2014، وعرض في 24 أكتوبر، 2014 على أمازون فيديو.

## الممثلين والشخصيات

### شخصيات رئيسية
- جون غودمان بدور جيل جون بيغز، سيناتور جمهوري من ولاية كارولينا الشمالية
- كلارك جونسون بدور روبرت بيتنكورت
- مات مالوي بدور لويس لافر
- مارك كونسيلوس بدور أندي غوزمان
- يارا مارتينيز بدور أدريانا دي بورتاغو
- أليشيا سابيل بدور تامي ستاكهاوس
- جولي وايت بدور مادي بيغز

## الحلقات

### الموسم الأول (14-2013)
| التسلسل الإجمالي | تسلسل الموسم | عنوان الحلقة      | إخراج         | كتابة                                   | تاريخ العرض    |
| ---------------- | ------------ | ----------------- | ------------- | --------------------------------------- | -------------- |
| 1                | 1            | «Pilot»           | آدم بيرنستين  | غاري تريدو                              | 19 أبريل 2013  |
| 2                | 2            | «No Shame»        | آدم بيرنستين  | غاري تريدو                              | 15 نوفمبر 2013 |
| 3                | 3            | «All Weapons Red» | آدم بيرنستين  | غاري تريدو                              | 15 نوفمبر 2013 |
| 4                | 4            | «Triggers»        | جيك شراير     | غاري تريدو                              | 22 نوفمبر 2013 |
| 5                | 5            | «Hippo Issues»    | مايكل ماير    | غاري تريدو                              | 29 نوفمبر 2013 |
| 6                | 6            | «Zingers»         | بوب بالابان   | غاري تريدو                              | 6 ديسمبر 2013  |
| 7                | 7            | «Prayer Brunch»   | بوب بالابان   | غاري تريدو                              | 13 ديسمبر 2013 |
| 8                | 8            | «Ruby Shoals»     | مايكل ماير    | بيتر غوين وأليسون ماكدونالد وغاري تريدو | 20 ديسمبر 2013 |
| 9                | 9            | «The Rebuttal»    | جان ترنر      | ويل غراهام وجاريد غروسيزكي وغاري تريدو  | 27 ديسمبر 2013 |
| 10               | 10           | «Showgirls»       | أندرو ماكارثي | غاري تريدو                              | 3 يناير 2014   |
| 11               | 11           | «In the Saddle»   | كلارك جونسون  | غاري تريدو                              | 10 يناير 2014  |

### الموسم الثاني (2014)
في 11 فبراير، 2014، جدد المسلسل لموس ثاني. بدأ تصوير الموسم الثاني في يوليو 2014، عرض على أمازون فيديو في 24 أكتوبر، 2014.
| التسلسل الإجمالي | تسلسل الموسم | عنوان الحلقة          | إخراج           | كتابة                  | تاريخ العرض    |
| ---------------- | ------------ | --------------------- | --------------- | ---------------------- | -------------- |
| 12               | 1            | «The Love Doctor»     | مايكل ماير      | غاري تريدو             | 24 أكتوبر 2014 |
| 13               | 2            | «Gaffergate»          | أندرو ماكارثي   | غاري تريدو             | 24 أكتوبر 2014 |
| 14               | 3            | «The Contest»         | مايكل ماير      | غاري تريدو             | 24 أكتوبر 2014 |
| 15               | 4            | «Shelter In Place»    | أندرو ماكارثي   | ويل غراهام، غاري تريدو | 24 أكتوبر 2014 |
| 16               | 5            | «The Apparition»      | مايكل ماير      | غاري تريدو             | 24 أكتوبر 2014 |
| 17               | 6            | «The Retreat»         | أندرو ماكارثي   | غاري تريدو             | 24 أكتوبر 2014 |
| 18               | 7            | «The Civility Zone»   | جان ترنر        | غاري تريدو             | 24 أكتوبر 2014 |
| 19               | 8            | «Bugged»              | بوب بالابان     | ويل غراهام، غاري تريدو | 24 أكتوبر 2014 |
| 20               | 9            | «There Will Be Water» | Antoine Douaihy | غاري تريدو             | 24 أكتوبر 2014 |
| 21               | 10           | «The Nuptials»        | آدم بيرنستين    | ويل غراهام، غاري تريدو | 24 أكتوبر 2014 |

## البثّ
في أستراليا بسب عدم توفر خدمة أمازون فيديو، عرض المسلسل على قناة سوهو في 14 يوليو، 2014، وعرض الموسم الثاني في 26 فبراير، 2015.

## الجوائز والترشيحات
| السنة | الجائزة        | الفئة                               | الفائزون         | النتائج |
| ----- | -------------- | ----------------------------------- | ---------------- | ------- |
| 2014  | جوائزة ستالايت | أفضل مسلسل كوميدي أو موسيقي         | إستوديهات أمازون | رُشِّح     |
| 2014  | جوائزة ستالايت | أفضل ممثل في مسلسل كوميدي أو موسيقي | جون غودمان       | فوز     |

## وصلات خارجية
- الموقع الرسمي
- ألفا هاوس على موقع IMDb (الإنجليزية)
- ألفا هاوس على موقع ميتاكريتيك (الإنجليزية)
- ألفا هاوس على موقع روتن توميتوز (الإنجليزية)
- ألفا هاوس على موقع كينوبويسك (الروسية)
- ألفا هاوس على موقع ألو سيني (الفرنسية)
- ألفا هاوس على موقع قاعدة بيانات الفيلم (الإنجليزية)